# Sazköy
Sazköy ist ein Dorf im Landkreis Bozkurt der türkischen Provinz Denizli.
Sazköy liegt etwa 63 Kilometer östlich der Provinzhauptstadt Denizli und 8 Kilometer südöstlich von Bozkurt. Sazköy hatte laut der letzten Volkszählung 374 Einwohner (Stand Ende Dezember 2010).